# Národní registr vlajek a praporů
Národní registr vlajek a praporů registruje vlajky, které nejsou stanoveny na základě zákonů České republiky (vlajky státní, krajů, obcí, vojenských újezdů a městských částí a obvodů). Registr garantuje jejich odbornou správnost a zaručuje, že nebudou vloženy vlajky shodné ani vlajky shodné s výše uvedenými. Registr vede Česká vexilologická společnost.
V registru je možno evidovat např. vlajky organizací, společností, sdružení, stran, klubů, rodů a osob, příležitostné a jiné s výjimkou zákony stanovenými vlajkami.
Žádosti jsou průběžně číslovány a označeny podle typu vlajky:
- S – společnost (spolky a společnosti)
- F – firma (firma zapsaná v registru firem)
- P – příležitost (jednorázová akce, kongres, konference, sympozium)
- T – tělovýchova (sportovní oddíly)
- O – osoba (vlajka pro jednotlivou osobu)
- R – rod (rodová vlajka)
- C – část obce
- J – jiný druh vlajky

První vlajka (vlajka České vexilologické společnosti) byla evidována 5. května 2007.
K březnu 2023 bylo v registru evidováno 69 vlajek.

## Příklady

0001-S – Vlajka České vexilologické společnosti Poměr stran: 2:3
0014-P – Vlajka 1. Českého národního vexilologického kongresu (1996) Poměr stran: 2:3
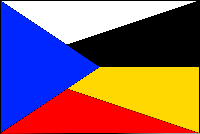
0028-P – Vlajka 7. Českého národního vexilologického kongresu (2020) Poměr stran: 2:3
0023-J – Vlajka Podvýboru pro heraldiku a vexilologii Poměr stran: 2:3
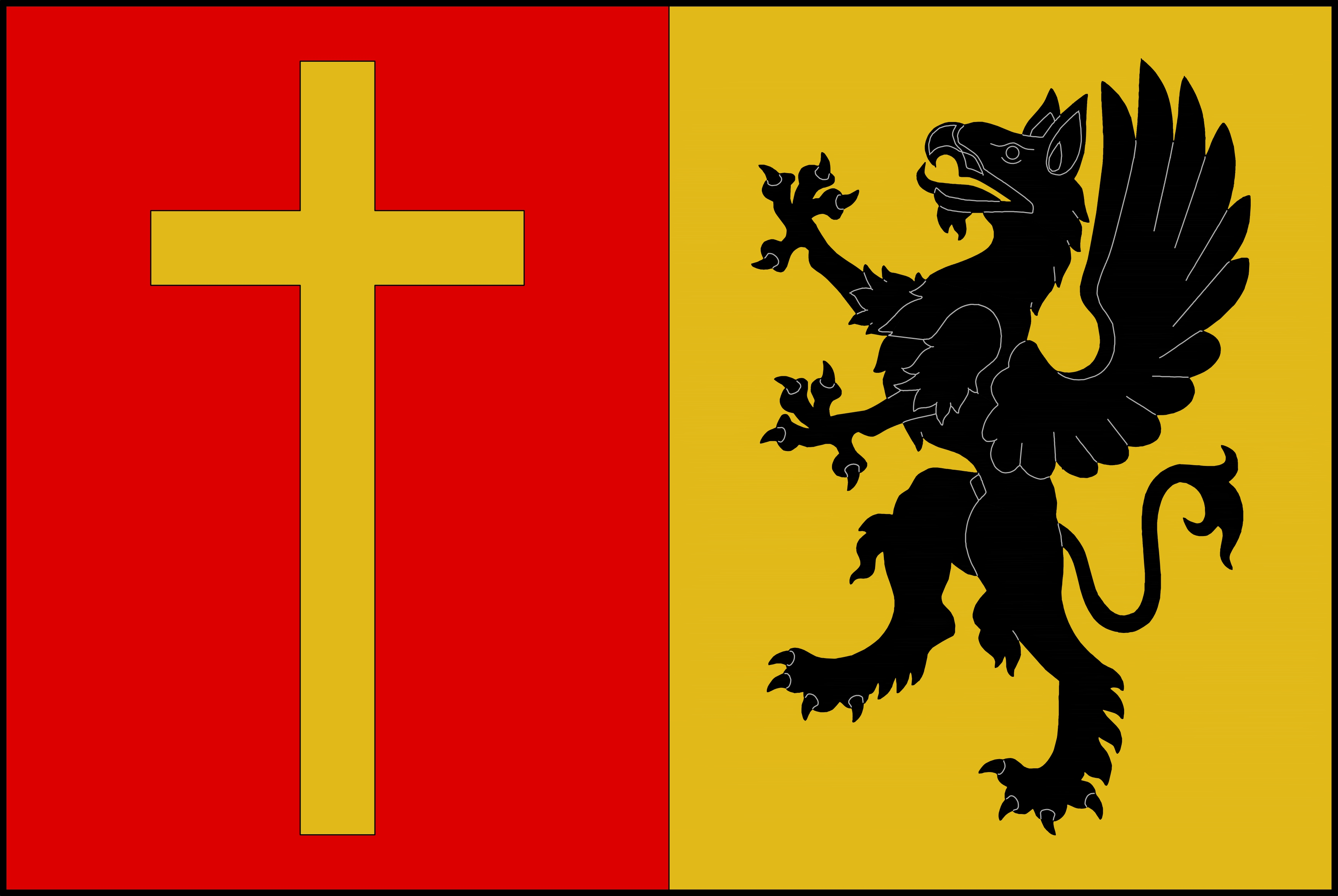
0079-R – Grácovi z Ostružna Poměr stran: 2:3

### Části obcí
K červenci 2024 evidoval registr vlajky čtyř částí obcí:
- Březové Hory – část města Příbram, okres Příbram
- Ctiboř – část obce Častrov, okres Pelhřimov
- Dolní Černůtky – část obce Jeřice, okres Jičín
- Cholupice – část městské části Praha 12, Praha 4

Vlajka Březových Hor Poměr stran: 2:3

## Další registry
Kromě NRVP existuje i Registr komunálních symbolů (Rekos), založený v roce 2005, který spravuje Parlament České republiky.